# Las Vigas de Ramírez (municipalité)
La municipalité de Las Vigas de Ramírez est l'une des 212 municipalités de l'État de Veracruz, et est située dans la partie centrale de cet État. Située à l'ouest du golfe du Mexique, la municipalité est assise sur les contreforts de la Sierra Madre orientale, ainsi que sur le flanc nord-est du volcan Cofre de Perote, elle se trouve entre les bassins versants des fleuves Río Actopan au sud, et Río Nautla au nord-ouest. Son chef-lieu est la ville éponyme de Las Vigas de Ramírez. Elle appartient à la région administrative de Capital, qui est une des 10 subdivisions administratives de l'État de Veracruz, et qui comprend la capitale étatique, Xalapa.

## Géographie
La municipalité de Las Vigas de Ramírez s'étend entre le bassin versant du fleuve Río Nautla, qui s'écoule plus à l'ouest, et qu'un affluent rejoint au nord, et le bassin versant du fleuve Río Actopan, et dont un affluent, le Río Pixquiac, s'écoule plus au sud. Elle est assise au sein du massif montagneux de la Sierra Madre orientale, ainsi que sur le flanc nord-est du volcan Cofre de Perote, et son altitude oscille entre 1700 3140 mètres. Son chef-lieu, la ville éponyme de Las Vigas de Ramírez, se situe dans la partie nord de son territoire. Ce territoire couvre une superficie de 99,7 km2, et était peuplé en 2020 de 20 300 habitants, pour une densité de 203,7 habitants par km2.
Cette municipalité est limitrophe au nord de celle de Tatatila, de Las Minas et de Villa Aldama, à l'ouest de celle de Perote, au sud-est de celle d'Acajete, et au nord-est de celle de Tlacolulan.

## Composition et démographie
La municipalité était composée en 2020 de 47 localités, dont une seule était considérée comme urbaine, les autres étant rurales.
| Localité             | Population |
| -------------------- | ---------- |
| Las Vigas de Ramírez | 9924       |
| Barrio de San Miguel | 1762       |
| El Paisano           | 1114       |
| El Llanillo Redondo  | 1113       |
| Toxtlacuaya          | 657        |
| Reste des localités  | 5730       |
| Total population     | 20 300     |

En plus de l'espagnol, plusieurs langues amérindiennes sont parlées dans la municipalité, dont les principales sont par ordre d'importance : le nahuatl, le totonaque, le mazatèque, le huatesco et le tarasque.

## Histoire
En 1976, la municipalité de Las Vigas prend le nom de Las Vigas de Ramírez.

## Économie

### Agriculture et élevage
La superficie des parcelles semées représentait en 2021 une surface totale de 1651 hectares, parmi lesquels 1410 hectares de maïs, 93 hectares de pomme de terre, et 92 hectares d'avoine destinée au fourrage.
En 2021, la production de viande par tonnes comprenait 383,1 tonnes de viande bovine, 985,8 tonnes de viande porcine, 22,1 tonnes de viande ovine, 9,7 tonnes de viande caprine, 44 tonnes de volailles, et 5,4 tonnes de dinde. La superficie vouée à l'élevage représentait alors 940 hectares.